# Пекинская Шмидт-ПЗС астероидная программа
Пекинская Шмидт-ПЗС астероидная программа (англ. Beijing Schmidt CCD Asteroid Program) — проект по поиску ранее неизвестных околоземных астероидов и комет, организованный в 1995 году Пекинской астрономической обсерваторией и Китайской академией наук. Данный проект был реализован на Наблюдательной станции Синлун. Основным инструментом для реализации проекта является 60/90-см камера Шмидта, оснащенная ПЗС-камерой 2048x2048 пикселей. С 1995 по 1999 год в ходе реализации проекта были открыты: 1 комета (C/1997 L1) и 2460 астероидов (5 околоземных астероидов, 2 из них потенциально опасных), а также опубликованы наблюдения 43860 других астероидов. Руководитель программы — Jin Zhu.
Согласно Международному астрономическому союзу Minor Planet Center, в период с 1994 по 2002 год Пекинский обзор совершил 1289 открытия.